# George Arion
George Arion (Tecuci, 1946. április 5. –) román prózaíró, költő, publicista és esszéista. Detektívregényei tették ismertté.
Jelenleg a romániai Flacăra kiadványainak az igazgatója. Ovid S. Crohmălniceanu irodalmi kritikus úgy jellemezte őt első detektívregénye, Atac în bibliotecă, után, hogy ő egyenesen „egy román Raymond Chandler”. A hírlapíró és karikaturista Octavian Andronic „egy dâmbovițai San Antonio”-nak nevezte.

## Detektívregényei
- Atac in bibliotecă, 1983
- Profesionistul. Țintă în mișcare, 1985
- Trucaj, 1986
- Pe ce picior dansaṭi?, 1990
- Crimele din Barintown
- Nesfârṣita zi de ieri
- Cameleonul
- Anchetele unui detectiv singur
- Necuratul din Colga
- 1996-ban antológiai kötetet ad ki, melynek neve Detectiv fără voie. Laudatio pentru romanul polițist lett

## Egyéb kötetei
- Copiii lăsați singuri, 1979, versek
- Amintiri din cetatea nimănui, 1980, versek
- Alexandru Philippide sau Drama unicității, 1982, irodalomkritikai esszé
- Három kötet interjú más írókkal (kiadták 1979-1987), a „Romanul românesc în interviuri” című sorozatban

## Fordítás
- Ez a szócikk részben vagy egészben  a   George Arion című román Wikipédia-szócikk ezen változatának fordításán alapul.  Az eredeti cikk szerkesztőit annak laptörténete sorolja fel. Ez a jelzés csupán a megfogalmazás eredetét és a szerzői jogokat jelzi, nem szolgál a cikkben szereplő információk forrásmegjelöléseként.